# Храм Капалишварар
Храм Капалешвара
или Капалисварар
(там. கபாலீஷ்வரர் திருக்கோவில்) — храм, расположенный в районе Милапур города Ченнаи штата Тамилнад, Индия. Крупнейший индуистский храм в Ченнаи, посвящён богу Шиве. Своё название получил из мифа о том, как Шива, оскорблённый непочтительностью Брахмы, отрубил тому пятую голову и сделал из его черепа чашу (капала) для сбора милостыни. «Капалишвар» в переводе с санскрита означает Повелитель черепа.
Он был построен Паллавами, но, вероятно, был взорван португальцами, которые поселились здесь в 1522 году.
Точная дата возведения храма (который, как предполагалось, первоначально был ближе к морю) не была установлена, а надписи на каменных плитах из первоначального храма восходят к 1250 году.
современное сооружение, предположительно являющиеся точной копией старого, построено в конце XVI века. фрагменты старого храма были использованы португальцами при строительстве дома епископа в Сан-Томе.
Над массивными скрепленными двойными дверями главного (восточного) входа возвышается гопурам (надвратная башня) высотой 36-40 метров, украшенная резными изображениями богов, богинь и святых в характерных сценах из индуистской мифологии.
Святыни на территории храма посвящены Шиве, Парвати, Ганеше, Субраманье и шестьдесят трём Наянарам, чьи статуи находятся во внешнем дворе храма.
Во внутреннем дворе растёт старое дерево с маленьким алтарём супруги Шивы — Парвати, где она представлена в образе павы, поклоняющейся лингаму.
Миф о том, как разгневанный Шива превратил свою жену в павлина (там. மயில், mayil) и вернул ей прежний облик только спустя несколько лет искреннего раскаяния, дал название местности, где расположен храм — Милапур (Mylapore).
Другая легенда связанная с храмом, рассказывает о том, как святой Самбандар силой молитвы воскресил девушку из пепла.
В храме имеется скульптурное изображение этого чуда.
Храмовый пруд (резервуар) известен благодаря тому, что помимо индуистов используется также мусульманами для обрядов, проводящихся в последний день месяца Мухаррам. Право использовать пруд было предоставлено им три века назад и уважается по сей день.
Если дата проведения ритуала совпадает с хамовым фестивалем (Arupathimoovar), проходящем ежегодно в марте-апреле, последний переносится и уступая мусульманам первую очередь.
В настоящий момент попечителем храма является Виджаякумар Редди, зять основателя Apollo Hospitals, управляющий собственностью храма, чья стоимость превышает 480 крор (4,8 млрд рупий).